# NGC 3151
NGC 3151 is een lensvormig sterrenstelsel in het sterrenbeeld Kleine Leeuw. Het hemelobject werd op 1 februari 1886 ontdekt door de Franse astronoom Guillaume Bigourdan.

## Synoniemen
- MCG 7-21-18
- ZWG 211.20
- PGC 29796